# Qin (staat)
Qin was een van de Strijdende Staten in China. De naam China (in Europese talen) is hiervan afgeleid. De staat lag in het westen van het land.

## Ontstaan
Qin is ontstaan in 778 v.Chr. als beloning van de Zhou-koning aan Feizi, die na gedane diensten aldus stamvader werd van Qin. De staat werd opgericht met het oogmerk er paarden te fokken en als verdedigingslinie tegen barbaarse stammen. Het leengebied bevond zich aan de rivier de Wei, met als hoofdstad Quanqui, heden Tianshui, en was nog een stuk ruiger en primitiever dan de oostelijke staten. Het werd omgeven door gebieden van de 'barbaarse' Rong, waarmee Qin vlak na zijn ontstaan al mee in gevecht raakte. In 770 v.Chr. veroverden de Rong de hoofdstad van Zhou, Hao. De koning werd gedood en de stad geplunderd; de kroonprins ontkwam en verplaatste de hoofdstad naar Luoyang, hierbij geholpen door Xiang van Qin en vooral de hertog van Jin, die hierdoor de leiding in China overnamen. Dit betekende het begin van de Oostelijke Zhou-dynastie. Voor zijn hulp werd Xiang beloond met de titel Bo (伯), vergelijkbaar met graaf. Qin beloofde de verloren gebieden van Zhou te heroveren op de Rong en ze zelfs nog verder terug te drijven. Na vele veldtochten tegen de naburige barbarenstammen, strekte Qin zich uit ver voorbij de oude grenzen en ging het zichzelf beschouwen als een hertogdom.

## Sterkste staat

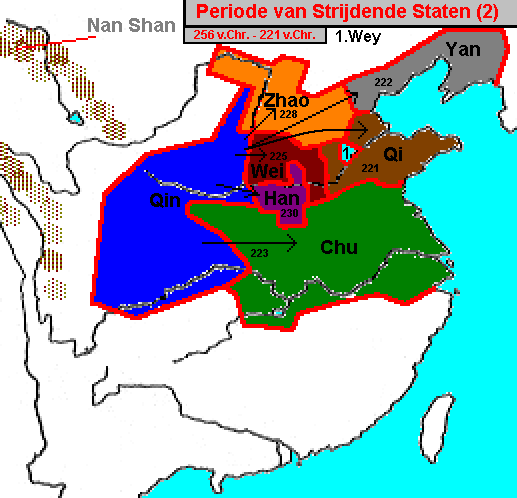
Qin's verovering van China

Ter versterking van zijn macht wierf Qin actief adviseurs, strategen en diplomaten uit andere staten. De basis voor de macht van Qin werd gelegd door de legalistische staatsman Shang Wang die vanaf 359 v.Chr. onder hertog Xiao belangrijke economische en staatkundige hervormingen inzette, o.a. door de aristocratie en horigheid af te schaffen en militaire rang te laten afhangen van het aantal afgehakte hoofden dat kon worden getoond. De Qin-staat werd in de Periode van de Strijdende Staten de sterkste staat en eiste in 325 v.Chr. de status van koninkrijk op. Technologische vooruitgang op oorlogsgebied droegen aan de opkomst van Qin bij: er was een nieuw 'lang zwaard' uitgevonden en Qin had boogschutters te paard en snelle licht bepantserde infanterie. Algeheel respect van de bevolking voor de wetgeving en een constante inkomsten door directe belastingen bevorderden het functioneren van de staat. Toen Xun Zi in 264 v.Chr. Qin bezocht was hij onder de indruk van het gezag van de functionarissen, die onafhankelijk van hun eigen kliek hun taak uitoefenden. Op basis van deze verworven kracht slaagde de staat erin belangrijke veldslagen te winnen en wist hij na verloop van tijd alle andere staten te onderwerpen. Zo veroverde hij in:
- 316 v.Chr. Shu en Ba;
- 256 v.Chr. het Koninklijk Gebied (Zhou);
- 230 v.Chr. Han;
- 228 v.Chr. Zhao;
- 225 v.Chr. Wei;
- 223 v.Chr. Chu;
- 222 v.Chr. Yan
- en ten slotte in 221 v.Chr. Qi.

Na deze overwinningen wordt de Qin-dynastie gesticht, waarmee het Chinese Keizerrijk begint. Qin Shi Huangdi wordt de eerste keizer van China.